# Cat Alter
Cat Alter (* 19. November 1989 in Chicago, Illinois) ist eine US-amerikanische Schauspielerin, Filmproduzentin und Komikerin.

## Leben
Alter wurde am 19. November 1989 in Chicago geboren. Sie erwarb ihren Bachelor-Abschluss in Theater an der Northwestern University. 2012 erhielt sie eine Episodenrolle in der Fernsehserie The Eric Andre Show. 2013 feierte sie im Horrorfilm The Bell Witch Haunting in der größeren Rolle der Dana Sawyer ihr Filmschauspieldebüt. Zwischen 2013 und 2017 wirkte sie im Comedy-Format TMI Hollywood und von 2014 bis 2015 im Comedy-Format The 5 Minute Sketch Show mit. 2016 stellte sie die Rolle der Mads in insgesamt 20 Episoden der Fernsehserie Part Timers dar. 2017 erhielt sie Episodenrollen in den Fernsehserien Modern Family und No Chill. 2019 spielte sie in der Filmproduktion Crypto – Angst ist die härteste Währung die Rolle der Allie. 2022 verkörperte sie die Rolle der Gaby im Film Hustle Beach.
Seit 2016 tritt sie zusätzlich auch als Produzentin für überwiegend Kurzfilmproduktionen in Erscheinung.

## Filmografie (Auswahl)

### Schauspiel
- 2012: The Eric Andre Show (Fernsehserie, Episode 1x11)
- 2013: How to Not Kill a Woman (Kurzfilm)
- 2013: Coffee Lover (Kurzfilm)
- 2013: The Dispensable Bliss (Fernsehserie, Episode 1x01)
- 2013: The Bell Witch Haunting
- 2013: Christmas Party Conversations: Part II (Kurzfilm)
- 2013–2017: TMI Hollywood (Fernsehserie, 30 Episoden)
- 2014: Black History Month (Kurzfilm)
- 2014: Guardian Angel (Kurzfilm)
- 2014: Homemade Movies (Fernsehserie, 3 Episoden, verschiedene Rollen)
- 2014: Tiny Nuts (Fernsehserie, 2 Episoden)
- 2014: CollegeHumor Originals (Fernsehserie, 1 Episode)
- 2014: Brett Coopers: Emotional Exterminator (Kurzfilm)
- 2014: Word Police (Kurzfilm)
- 2014–2015: The 5 Minute Sketch Show (Fernsehserie, 15 Episoden)
- 2015: Alcoholics (Kurzfilm)
- 2015: Wrestling Isn’t Wrestling (Kurzfilm)
- 2015: The Family That Plays Spin the Bottle Together (Kurzfilm)
- 2015: Will Power (Kurzfilm)
- 2016: Part Timers (Fernsehserie, 20 Episoden)
- 2017: Modern Family (Fernsehserie, Episode 8x14)
- 2017: Chris and Anthony (Kurzfilm)
- 2017: No Chill (Fernsehserie, Episode 1x02)
- 2017: The Sleepwalker (Kurzfilm)
- 2017: First Date (Kurzfilm)
- 2018: Tarot Terror (Kurzfilm)
- 2018: Starstuck (Fernsehserie, 2 Episoden)
- 2019: Addicted to You
- 2019: Crypto – Angst ist die härteste Währung (Crypto)
- 2019: Liam Reeves (Kurzfilm)
- 2019: The Original Kings of Westeros (Kurzfilm)
- 2019: Artista Obscura (Fernsehfilm)
- 2022: Hustle Beach

### Produktion
- 2016: Without Her (Kurzfilm)
- 2017: Dog (Kurzfilm)
- 2017: Chris and Anthony (Kurzfilm)
- 2017: No Chill (Fernsehserie, 2 Episoden)
- 2017: First Date (Kurzfilm)
- 2017: New Years Eve (Kurzfilm)
- 2018: Malignant
- 2018: Fling (Kurzfilm)
- 2018: The Conspiracy Part II (Kurzfilm)
- 2018: Wild Nothing (Kurzfilm)
- 2018: Number One Fan (Kurzfilm)